# Elizabeth Johnson
Elizabeth Johnson (* 6. Dezember 1941) ist eine US-amerikanische römisch-katholische Theologin.

## Leben
Johnson studierte römisch-katholische Theologie am Brentwood College  (1964), am Manhattan College (1970) und an der Catholic University of America (1981). In den 1980er Jahren war sie als Religionslehrerin tätig. Als Hochschullehrerin unterrichtet sie seit 1991 an der Fordham University in New York City. In ihren Werken beschäftigt sie sich unter anderem mit den Frauenrechten und der Frauenordination.

## Werke (Auswahl)
- Consider Jesus: Waves of Renewal in Christology (1990)
- She Who Is: The Mystery of God in Feminist Theological Discourse (1992) (deutsch: Ich bin, die ich bin. Wenn Frauen Gott sagen, Patmos, Düsseldorf 1994)
- Women, Earth, and Creator Spirit (1993)
- As Someone Dies: A Handbook for the Living (1995)
- Who Do You Say that I Am? : Introducing Contemporary Christology (1997)
- Friends of God and Prophets: A Feminist Theological Reading of the Communion of Saints (1998)
- The Church Women Want: Catholic Women in Dialogue (2002)
- Truly Our Sister: A Theology of Mary in the Communion of Saints (2003)
- Quest for the Living God: Mapping Frontiers in the Theology of God (2007) (deutsch: Der lebendige Gott. Eine Neuentdeckung, Herder, Freiburg 2016)
- Ask the Beasts. Darwin and the God of Love (2014)
- Creation and the Cross. The Mercy of God for a Planet in Peril (2019)

## Preise und Auszeichnungen (Auswahl)
- Grawemeyer Award für She Who Is: The Mystery of God in Feminist Theological Discourse, 1992
- Ehrendoktor des Saint Mary’s College, Notre Dame, Indiana, 1994
- Ehrendoktor der Maryknoll School of Theology, New York, 1995
- Ehrendoktor der Catholic Theological Union, Chicago, Illinois, 1996
- Ehrendoktor des Siena College, Loudonville, New York, 1998
- Ehrendoktor des Le Moyne College, Syracuse, New York, 1999
- Ehrendoktor des St. Joseph’s College, Brooklyn, New York, 2001
- Ehrendoktor des Manhattan College, Riverdale, New York, 2002
- Ehrendoktor der Jesuit School of Theology at Berkeley, California, 2003
- Ehrendoktor des College of New Rochelle, New York, 2004
- Ehrendoktor der Villanova University, Pennsylvania, 2005
- Ehrendoktor des Saint Joseph College, West Hartford, Connecticut, 2006
- Ehrendoktor der Saint Paul University, Ottawa, Ontario, 2008
- Ehrendoktor der University of St. Michael’s College, Toronto, Ontario, 2010
- Ehrendoktor der Saint Mary’s University of Minnesota, Winona, Minnesota 2011